# Фальсен, Кристиан Магнус
Кристиан Магнус Фальсен (норв. Christian Magnus Falsen; 1782—1830) — норвежский юрист и политик.

## Биография
Кристиан Магнус Фальсен родился 14 сентября 1782 года в Кристиании (ныне Осло), из дворян; сын норвежского поэта и драматурга Эневольда Де Фальсена (1755—1808) и Генриетты Матисен (1762—1825). Окончил юридический факультет Копенгагенского университета.
По окончании университета работал адвокатом, затем судьёй. После отделения Норвегии от Дании, Фальсен был членом Эйдсвольдского сейма (1814) и председателем комиссии, которой было поручено выработать проект Конституции Норвегии, где он являлся представителем «Партии независимости» (иначе «Партия принца»; Selvstendighetpartiet), которая выступала за немедленное утверждение самостоятельности норвежского государства. Когда состоялось объединение Норвегии со Швецией, он сперва отказался от участия в политической деятельности, но потом примирился с новым порядком вещей и в ряде вопросов даже поддерживал правительство. Под конец жизни стал председателем верховного суда в Христиании. 
Кристиан Магнус Фальсен умер 13 января 1830 года в родном городе.
Главный исторический труд Кристиана Магнуса Фальсена — «Norges Historié» — история страны доведенная до 1319 года (Христиания, 4 т., 1823—25). 
Его брат Карл Валентин (1787—1852) с 1821 года был членом и несколько раз президентом Стортинга; принадлежал к консервативной партии.